# Monumento a Carlo Goldoni
Il monumento a Carlo Goldoni è un monumento dedicato al commediografo e drammaturgo veneziano Carlo Goldoni, situato in Campo San Bortolomio, a Venezia.